# Saint-Sulpice-en-Pareds
Saint-Sulpice-en-Pareds is een plaats en voormalige gemeente in het Franse departement Vendée in de regio Pays de la Loire en telt 381 inwoners (1999). De plaats maakt deel uit van het arrondissement Fontenay-le-Comte.

## Geschiedenis
Saint-Sulpice-en-Pareds is op 1 januari 2024 gefuseerd met de gemeenten Cezais en Thouarsais-Bouildroux tot de gemeente Rives-du-Fougerais.

## Geografie
De oppervlakte van Saint-Sulpice-en-Pareds bedraagt 13,5 km², de bevolkingsdichtheid is 28,2 inwoners per km².
De onderstaande kaart toont de ligging van Saint-Sulpice-en-Pareds met de belangrijkste infrastructuur en aangrenzende gemeenten.

## Demografie
Onderstaande figuur toont het verloop van het inwonertal.